# Simulium riograndense
Simulium riograndense är en tvåvingeart som beskrevs av Py-daniel, Souza och Francisco José de Caldas 1988. Simulium riograndense ingår i släktet Simulium och familjen knott. Inga underarter finns listade i Catalogue of Life.